# هرتسهورن
هرتسهورن (به آلمانی: Herzhorn) یک شهر در آلمان است که در اشتاینبورگ واقع شده‌است. هرتسهورن ۱٬۰۹۸ نفر جمعیت دارد.